# Lý Kế Nguyên
Lý Kế Nguyên (chữ Nho: 李繼元) là một nhà ngoại giao, tướng lĩnh nhà Lý trong lịch sử Việt Nam. 

## Thân thế
Không rõ thân thế cũng như quê quán của Lý Kế Nguyên. Ông không được nhắc tới trong các sách sử Việt Nam như Việt sử lược, Toàn thư hay Cương mục mà chỉ xuất hiện trong các tư liệu phía Trung Quốc.
Nhà nghiên cứu Hoàng Xuân Hãn cho rằng Lý Kế Nguyên chính là Lý Kế Tiên (李繼先) được chép trong Tống sử, và để ngỏ khả năng đây là một tên gọi khác của Đào Tông Nguyên trong trường hợp được ban quốc tính. Sách Kế sách giữ nước thời Lý-Trần lại liệt kê ông vào danh sách các châu mục, tù trưởng của nhà Lý tham gia đánh Tống năm 1075.

## Hoạn lộ
Năm 1063, Lý Kế Tiên giữ chức Đại lý bình sự, làm phó sứ trong sứ đoàn Mai Cảnh Tiên đến Biện Kinh kết hiếu với nhà Tống, cống chín con voi thuần. Năm 1070, Lý Kế Nguyên dẫn đầu sứ đoàn sang Tống, nhưng bị ngăn không cho đến Biện Kinh với yêu cầu triều đình nhà Lý phải trả tù binh người Tống bị bắt trong các cuộc xung đột biên giới.
Năm 1075, trước nguy cơ quân Tống xâm lược, Phụ quốc Thái phó Lý Thường Kiệt mở cuộc tấn công vào lãnh thổ nhà Tống. Phía Tống nhắc tới Lý Kế Nguyên đồng thời cho rằng ông là đồng chủ mưu trong việc "làm phản". Qua đó cho thấy Lý Kế Nguyên là một quan viên thân tín của Lý Thường Kiệt.
Cuối năm 1076 đầu năm 1077, nhà Tống phát động cuộc xâm lược Đại Việt bằng hai đường thủy – bộ. Khi bộ binh và kỵ binh tập kết ở Quế Châu (lộ Quảng Nam Tây), chủ soái Quách Quỳ ra lệnh cho quân thủy do Chiến trạo Đô giám Dương Tùng Tiên và Kiềm hạt Hòa Bân chỉ huy men theo đường ven biển để tiến vào Đại Việt.
Lý Kế Nguyên được Lý Thường Kiệt giao cho nhiệm vụ chỉ huy một bộ phận thủy quân đóng ở cửa Đồn Sơn (Vân Đồn), án ngữ vùng biển mà phía Tống gọi là sông Đông Kênh. Tại đây, thủy quân Đại Việt đóng ở Vĩnh An và thủy quân Tống đã giao tranh hơn mười trận. Bất chấp các tướng Trương Thuật (張述), Bùi Cảnh (裴景), Bành Tôn (彭孫) bên Tống nỗ lực chiến đấu, thương vong bên Việt không lớn trong khi của bên Tống lại rất nặng. Thủy quân Tống có thể xem như hoàn toàn bại trận, buộc phải neo đậu ở Đông Kênh mà không thể tiến thêm bước nào. Kế hoạch cho thủy quân qua cửa Bạch Đằng tới sông Lục Đầu để chở đại quân Tống đang đóng trại ở bờ bắc sông Phú Lương qua sông hoàn toàn sụp đổ. Thậm chí, quân Việt còn giả bộ làm quân của Dương Tùng Tiên, Hòa Bân để tập kích doanh trại quân Tống.
Dương Tùng Tiên hoàn toàn bị cô lập, bèn phái Phàn Thực (樊實), Hoàng Tông Khánh (黃宗慶) đến Chiêm Thành cầu viện, vua Chiêm chỉ cho quân đóng giữ ở vùng biên mà không tiến vào lãnh thổ Đại Việt. Cho đến tận khi quân Tống ở trên đất liền đã rút hết về nước thì thủy quân Tống vẫn không hay biết gì, khiến vua Tống lo lắng, định cho quân đi cứu. Sức chiến đấu của quân đội Đại Việt trong đó bao gồm thủy quân do Lý Kế Nguyên chỉ huy, khiến phía Tống lo ngại phải tăng cường binh lực ở vùng biên duyên. Chiến thắng của Lý Kế Nguyên tạo nên thời cơ cho Lý Thường Kiệt đánh bại chủ lực quân Tống ở phía bắc sông Như Nguyệt, là thắng lợi có ý nghĩa chiến lược trong toàn bộ kế hoạch kháng chiến.
Tháng 10 năm 1077, sau thắng lợi của cuộc chiến chống Tống, Lý Kế Nguyên được cử làm sứ giả sang Tống để đòi lại lãnh thổ bị quân Tống chiếm đóng, song sứ đoàn bị Triệu Tiết ở Ung Châu bị đuổi về với lý do tờ biểu có chữ phạm húy. Sau khi sửa lại tờ biểu, họ quay lại, quan chức Tống cho qua nhưng chuyến đi sứ lần này không đạt được mục tiêu đề ra là đòi lại các lãnh thổ bị chiếm.

## Đánh giá
- Chiến công của Lý Kế Nguyên có ý nghĩa to lớn đối với thắng lợi chung của cuộc kháng chiến chống giặc Tống. Việc chặn đứng và vô hiệu hóa lực lượng thủy binh giặc ở Vĩnh An đã khiến mưu đồ chung của Quách Quỳ và Triệu Tiết bị sụp đổ. Từ đây, đại binh của nhà Tống lâm vào thế bế tắc và khủng hoảng ngày càng nghiêm trọng. (Nguyễn Khắc Thuần)[31]